# Dagger Blade
Dagger Blade (МФА: [dæɡ.ər bleɪd]) — метал-гурт з України, котрий грає в жанрі Heavy Metal з елементами харду, панку, глему та пауеру. Основні теми пісень це міфічні істоти, боги, персонажі книг, історій та реальних подій.

## Історія
Створений навесні 2016-го року в місті Ужгород, гурт почав проводити свої перші активні репетиції та потроху змінювати склад гурту. Перші кроки на сцені відбулися в липні 2017-го на фестивалі «Мольфар-рок» у Львівській області, а другу половину року гурт посвятив написанню матеріалу. В лютому 2018-го хлопці випустили свій перший сингл «Wendigo» і протягом року записали повноформатний альбом. 2018-й став найбільш продуктивним, адже гурт почав давати більше концертів, як в рідному Ужгороді, так і за його межами. В травні 2019-го хлопці випустили дебютний альбом під назвою «Fearlized» та в його підтримку почали перший міні-тур по Україні. На даний момент гурт активно пише нові пісні…
У 2023 році гітарист та засновник гурту, а по сумісництву батько закарпатського хеві металу нагло сʼпоїхав до Америки та забив хʼболт на всіх і вибрав жити своє щасливе майбутнє без гурту. Продав свій Мерс, який на території України ціниться як реліквія та буде переходити з покоління в покоління місцевих хеві-рейверів. 
Бас-гітарист Андрійко відважно захищав рідну неньку з початку повномасштабного вторгнення московії і тут йому величезна повага від всього хеві руху Закарпаття та від кожного окремого громадянина нашої Неньки України!!
Святославчик просто гарний хлопчина з мандатом, для якого нічого і все одночасно (не) знімилось в 2023 році. 
А Іван (Ісус) потрапив в списки Єретиків, вбитих в Ужгороді за час його існування 

## Дискографія
1. Fearlized (2019)